# Herman Mees
Hermanus Ellen (Herman) Mees (Veendam, 19 september 1880 – Zuidlaren, 28 november 1964) was een Nederlands kunstschilder en docent, als schilder gespecialiseerd in portretten.

## Leven en werk
Mees was een telg uit het geslacht Mees en zoon van de huisarts Willem Mees en Geertruida Hermina Oving. Hij verhuisde in 1897 met zijn familie van Veendam naar Rotterdam. Daar legde Herman Mees in 1899 het examen voor de HBS af. Hij slaagde in 1905 in Den Haag voor het diploma middelbaar tekenonderwijs. Hij was leerling van onder anderen August Allebé en Willem van Konijnenburg. H.E. Mees was de eerste voorzitter van de in 1912 opgerichte kunstenaarsvereniging De Onafhankelijken.

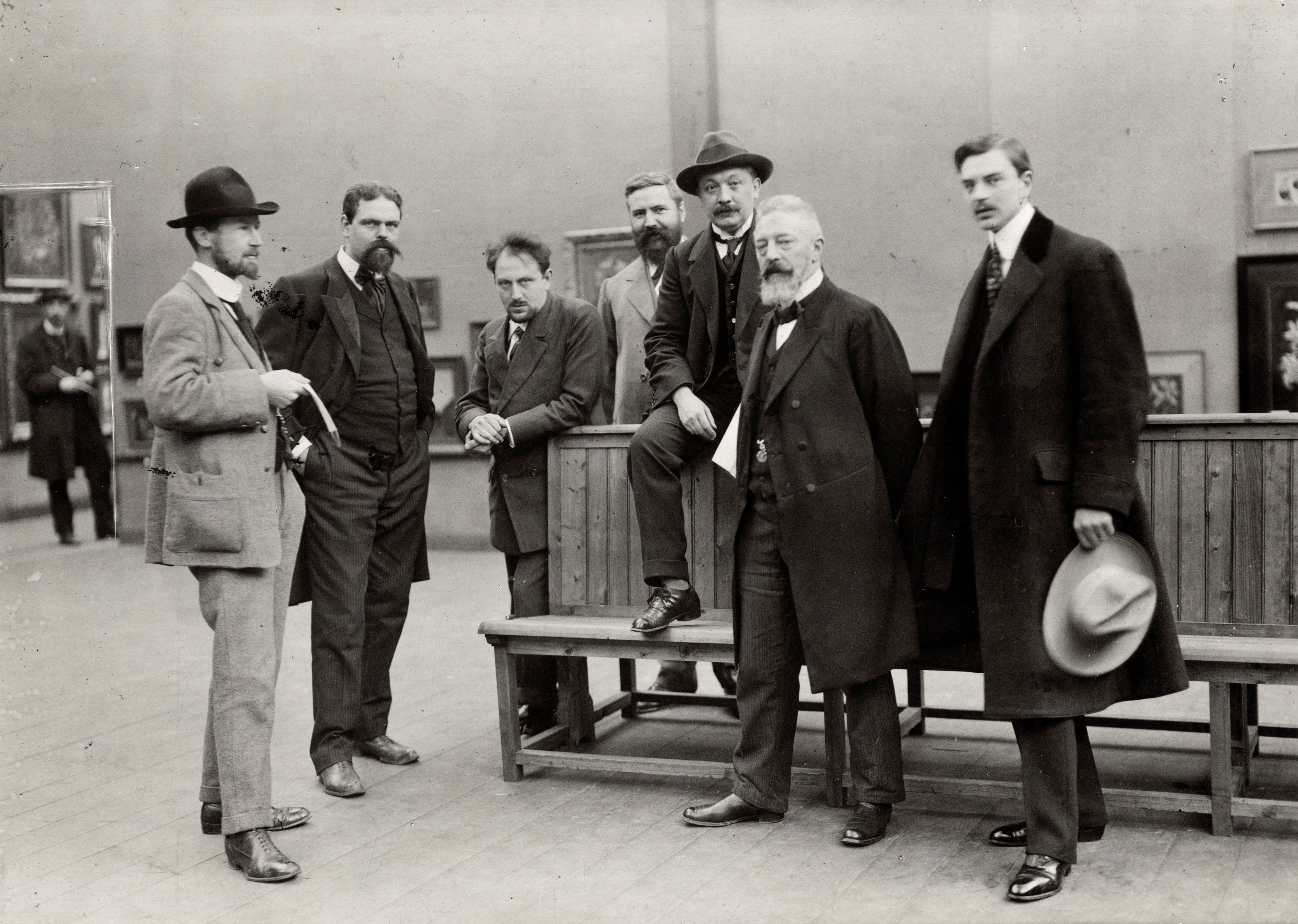
"De Onafhankelijken" bij een opening in 1913 met voorzitter Mees (links).

Mees interesseerde zich voor de theosofie. De theosofische leer schreef onder andere een eenvoudig leven voor zonder veel behoeften. Na het behalen van dit diploma trok hij de wijde wereld in. Na omzwervingen in Londen, Parijs, München en Dresden vestigde hij zich in Londen, omdat in deze stad het hoofdkwartier van de theosofische beweging te vinden was. Daar ontmoette hij Arthur Ayliffe met wie hij veel filosofeerde. Hij bracht veel tijd door in de Londense parken en hij maakte er honderden potloodschetsen en penseelstudies. In 1914 vertrok Mees naar Spanje, maar moest al snel weer vluchten vanwege de oorlog.
In 1917 aanvaardde Herman Mees een betrekking als onderwijzer aan de Rotterdamse Kunstacademie. De Academie gaf hem de eerste jaren jaarlijks vijf maanden studievakantie. Hij verbleef dan vooral in Italië en Spanje. In 1924 werd Mees hoofdleraar van de Rotterdamse Academie. Daar bleef hij tot 1943 in dienst.  
Mees ging zich daarna volledig toeleggen op het schilderen. Bekend werd hij om zijn portretten van Utrechtse hoogleraren en Rotterdamse zakenlieden en havenbaronnen. Verder schilderde hij veel kinderportretten. Hij was lid van de Pulchri Studio. Mees bezocht diverse tentoonstellingen om op de hoogte te blijven van nieuwe ontwikkelingen in de kunst. Op 80-jarige leeftijd reisde hij samen met zijn vrouw naar Marokko om daar portretten te schilderen. Zijn laatste levensjaren bracht hij in Zuidlaren door, waar hij in 1964 overleed.
Mees ontving als waardering voor zijn werk in 1951 de eerste Penning van de Leuve, die door de Rotterdamse Kunststichting werd uitgereikt.

## Werken in musea en instellingen
- Van 20 september tot 21 oktober 1951 was er in Museum Boymans een Jubileumtentoonstelling Herman Mees
- Werken van Herman Mees zijn te vinden in diverse Nederlandse musea, waaronder het Museum Rotterdam, het Drents Museum te Assen, het Letterkundig Museum in Den Haag en het Veenkoloniaal Museum in Veendam.

- Biografisch Portaal: 64276423
- International Standard Name Identifier: 0000 0000 6914 0168
- Nederlandse Thesaurus van Auteursnamen: 070226121
- RKD-Nederlands Instituut voor Kunstgeschiedenis: 54531
- Union List of Artist Names: 500085065
- Virtual International Authority File: 295238622
- WorldCat: E39PBJhX89TTBPRrGxh6Jyc3wC